# Гурара (язык)
Гурара (также тазнатит, зенатья) — язык зенетской группы северноберберской ветви берберо-ливийской семьи, распространённый в центральной части Алжира (в пустыне Сахара) — в округе Тимимун (Timimoun) провинции Адрар (район Гурара (Gourara) — группа оазисов и селений с центром в Тимимуне).
Вместе с языками мзаб, уаргла, ригх и другими составляют подгруппу мзаб-уаргла в составе зенетской группы языков.
Гурара наиболее близок языку туат и диалектам южного Орана (в справочнике языков мира Ethnologue гурара, туат и диалекты южного Орана рассматриваются все вместе как диалекты языка тазнатит), менее схожи с гурара языки мзаб, уаргла и ригх.
Общее число говорящих на гурара, туат и южнооранских диалектах составляет около 58 тыс. чел. (2007). Язык бесписьменный.
Ареал гурара находится в окружении арабоязычных территорий, к северо-западу от области распространения гурара размещаются ареалы диалектов южного Орана, к югу — ареал языка туат.
Как диалект языка тазнатит гурара входит в состав подгруппы мзаб-уаргла вместе с языками мзаб, уаргла и ригх в классификации, представленной в справочнике языков мира Ethnologue.
В классификации, опубликованной в работе С. А. Бурлак и С. А. Старостина «Сравнительно-историческое языкознание», гурара вместе с языками мзаб, уаргла и ригх рассматриваются как оазисная подгруппа зенетских языков. Британский лингвист Роджер Бленч (Roger Blench) включает в состав языков мзаб-уаргла помимо гурара также языки мзаб, гардая, уаргла, ригх (тугурт), сегхрушен, фигиг, сенхажа и изнасын.